# Calliandra

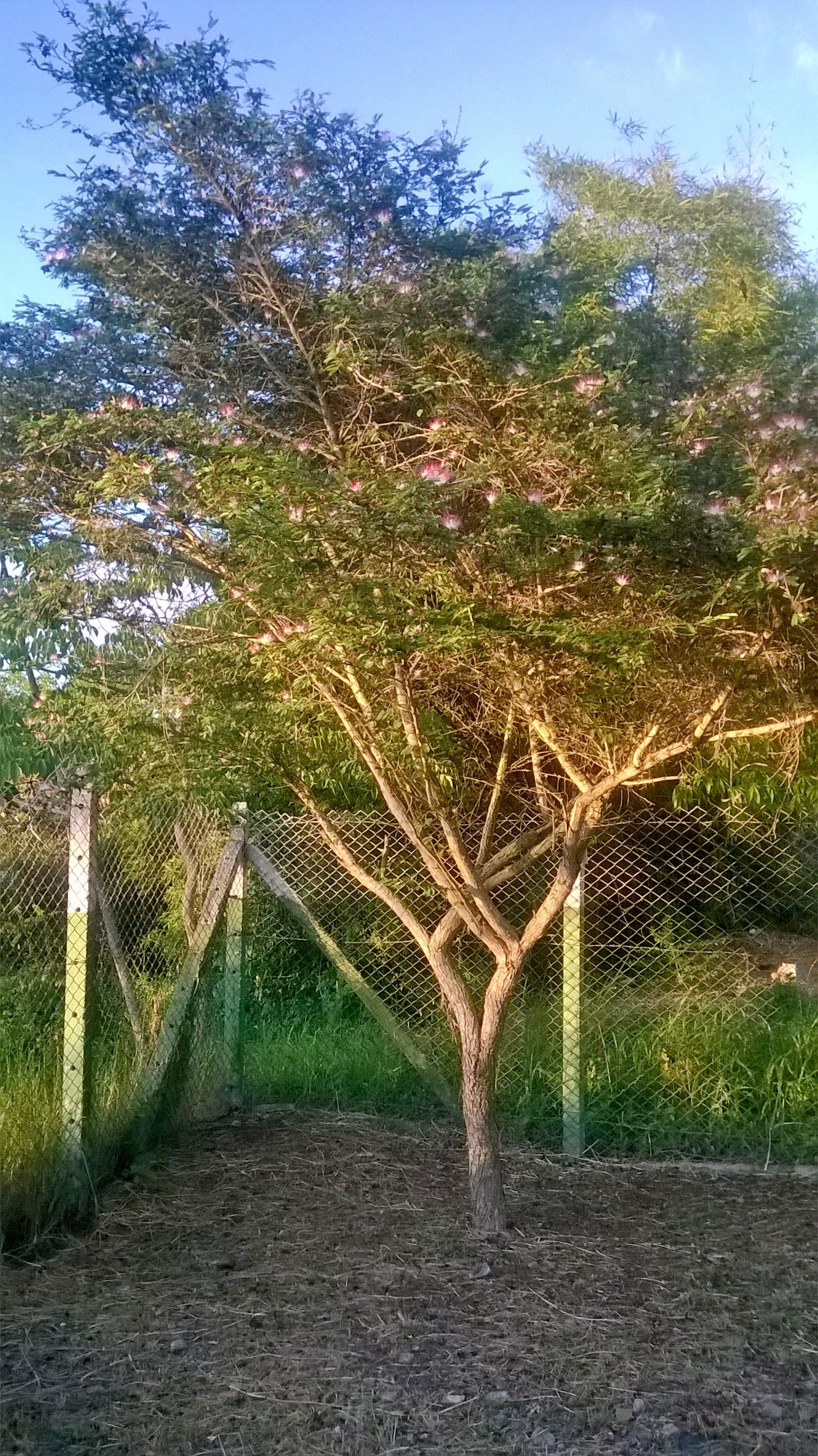
Calliandra magdalenae (carbonero) en el parque LAS NACUMAS, Bucaramanga (Colombia)

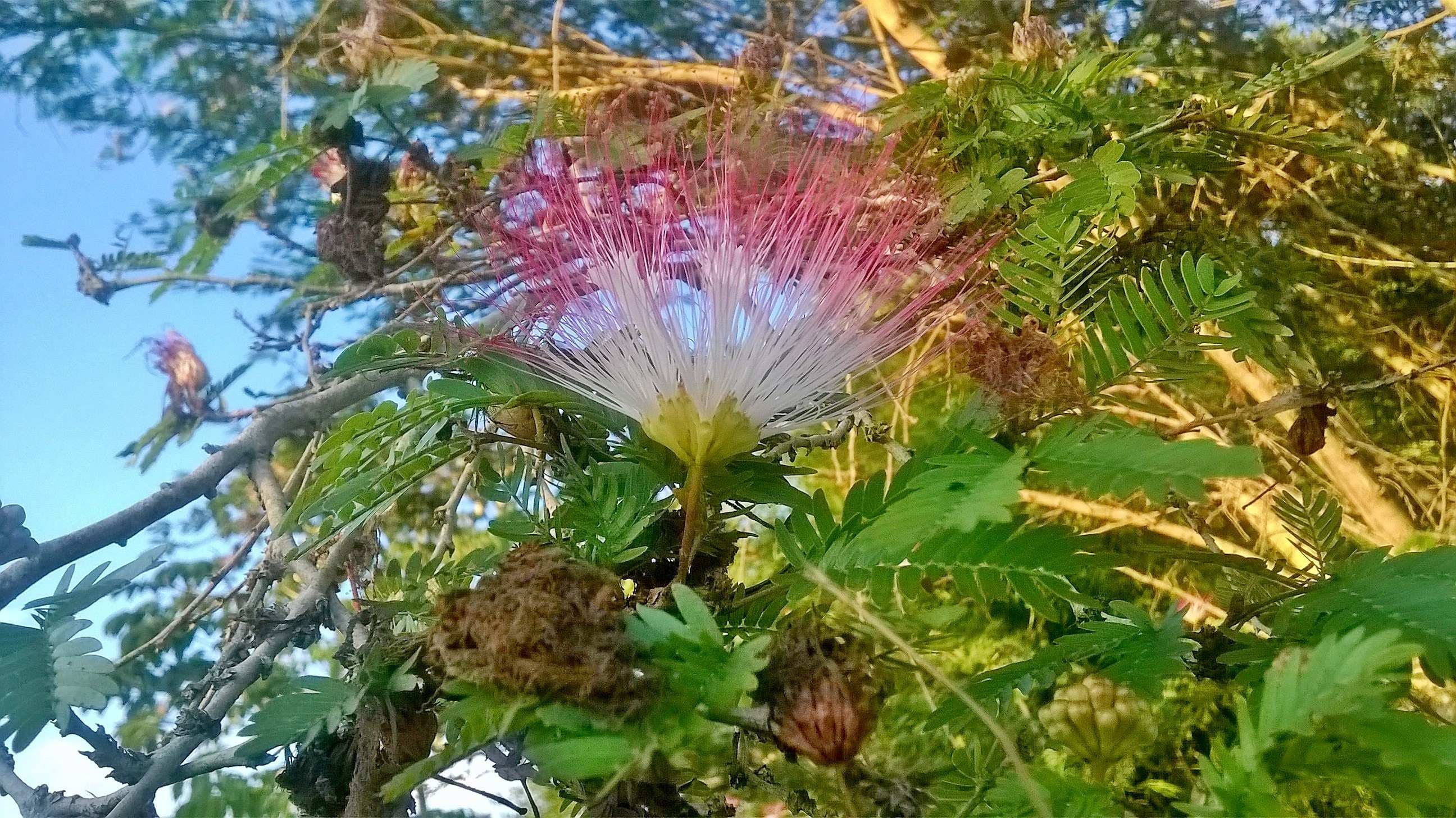
Flor de Calliandra magdalenae

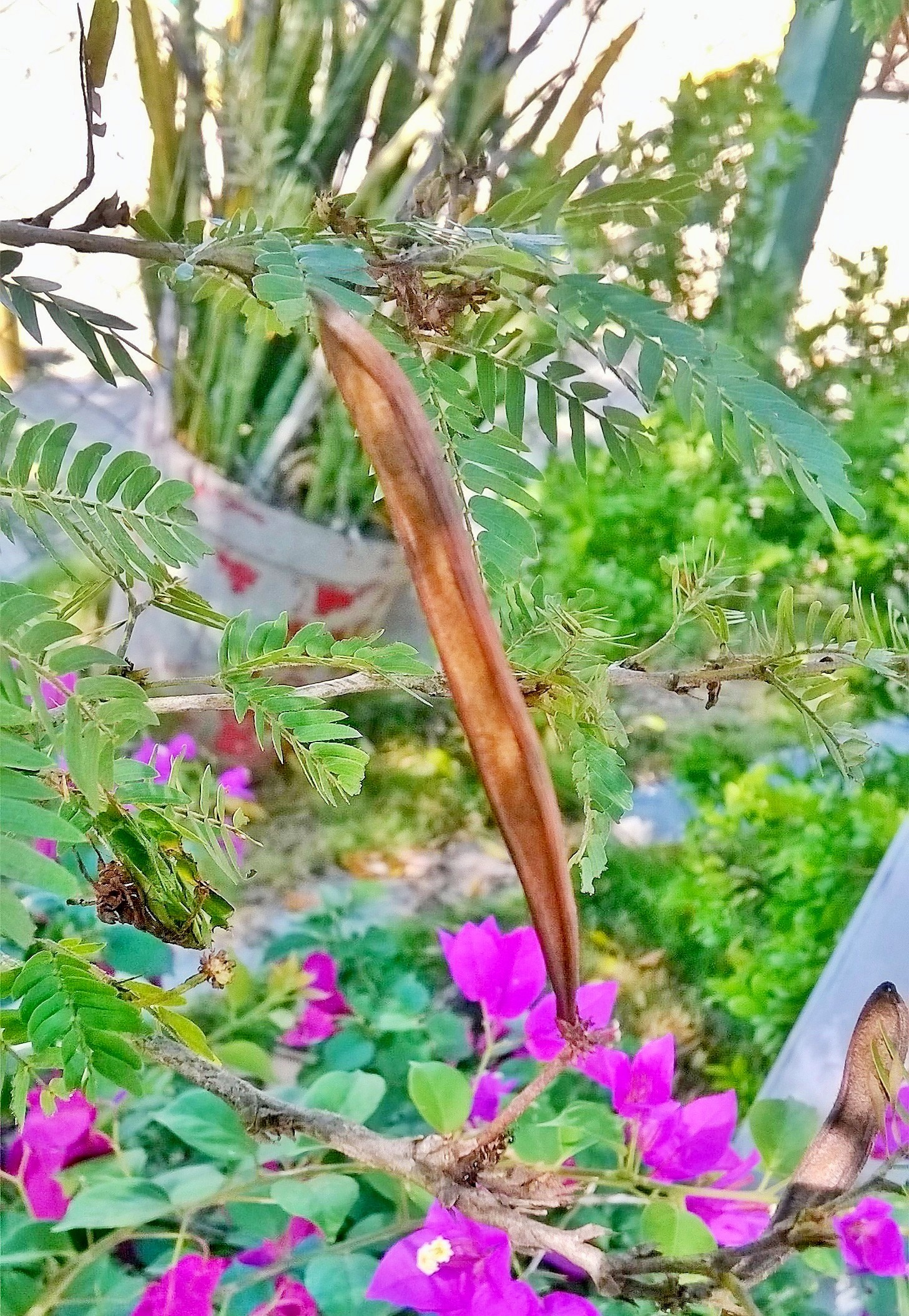
vaina de Calliandra magdalenae

Calliandra es un género de  plantas angiospermas pertenecientes a la familia de las leguminosas (Fabaceae) y, dentro de esta, se ubica en la subfamilia Mimosoideae. Comprende 420 especies descritas y de estas, solo 157 aceptadas.

## Hábitat
Es nativo de las regiones  tropical y subtropical de Asia, África y América. 

## Descripción
Comprende plantas herbáceas perennes, arbustos y, raramente, pequeños árboles de 0,5 a 6 m de altura, con hojas bipinnadas.  Flores con numerosos estambres largos y finos, en inflorescencias cilíndricas o globosas.

## Taxonomía
El género fue descrito por George Bentham  y publicado en Journal of Botany, being a second series of the Botanical Miscellany 2(11): 138–141. 1840. 	La especie tipo es: Calliandra houstonii (L'Hér.) Benth.

## Etimología
El nombre del género proviene del griego "kallos", belleza y "andros", hombre; y hace referencia a los bellos estambres (parte masculina de la flor) que poseen las flores de estas especies. El nombre común de varias especies del género, plumerillo, también hace referencia a las flores y, en este caso, a que las mismas parecen pequeños plumeros.

## Especies seleccionadas
- Calliandra bella Benth.
- Calliandra biflora Tharp
- Calliandra brevipes Benth.
- Calliandra californica Benth.
- Calliandra calothyrsus Meisn.
- Calliandra carcerea Standl. & Steyerm.
- Calliandra chilensis Benth.
- Calliandra conferta Benth.
- Calliandra cruegeri Griseb.
- Calliandra dysantha Benth.
- Calliandra eriophylla Benth.
- Calliandra erubescens Renvoize
- Calliandra foliolosa Benth.
- Calliandra grandiflora (L'Hér.) Benth.
- Calliandra guildingii Benth.
- Calliandra haematocephala Hassk.
- Calliandra haematomma (Bertero ex DC.) Benth.
- Calliandra harrisii  Benth.
- Calliandra hirsuta (G.Don) Benth.
- Calliandra houstoniana (Mill.) Standl.
- Calliandra humilis Benth.
- Calliandra inaequilatera Rusby
- Calliandra juzepczukii Standl.
- Calliandra laxa (Willd.) Benth.
- Calliandra macrocalyx Harms
- Calliandra macrocephala Benth.
- Calliandra parviflora Benth.
- Calliandra parvifolia (Hook. & Arn.) Speg.
- Calliandra peninsularis Rose
- Calliandra physocalyx H.M.Hern. & M.Sousa
- Calliandra purpurea (L.) Benth.
- Calliandra riparia Pittier
- Calliandra selloi Macbr.
- Calliandra stipulata Benth.
- Calliandra surinamensis Benth.
- Calliandra tergemina (L.) Benth.
- Calliandra trinervia Benth.
- Calliandra tweediei Benth.

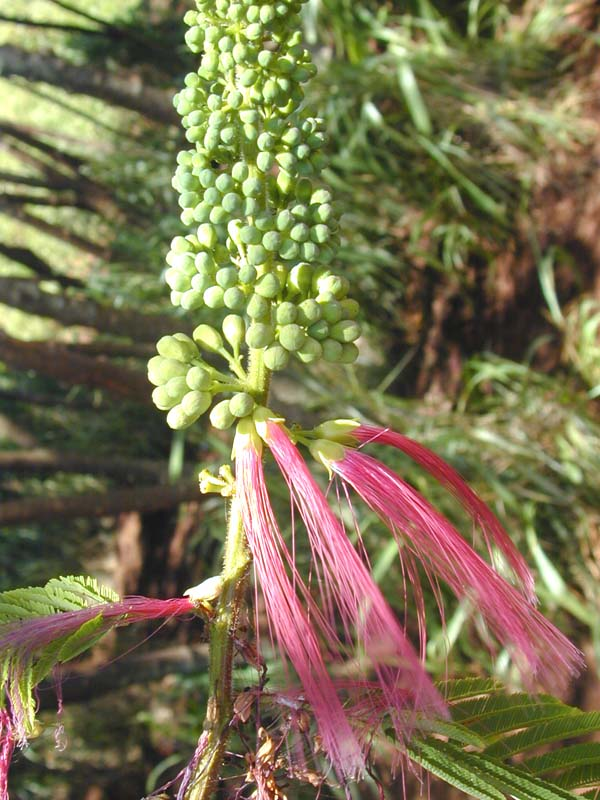
Brotes y flores abiertas de  Calliandra calothyrsus
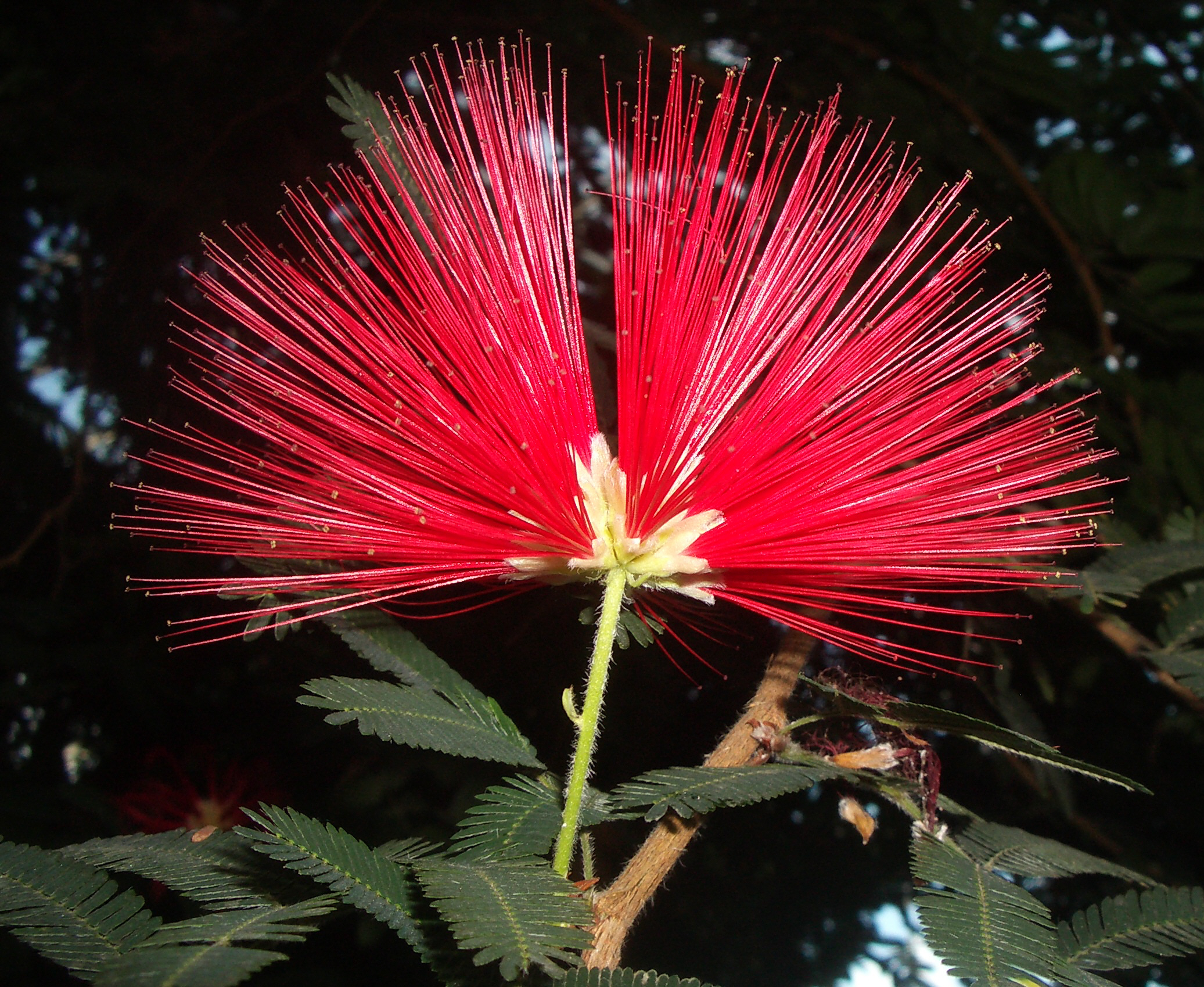
Calliandra tweedi
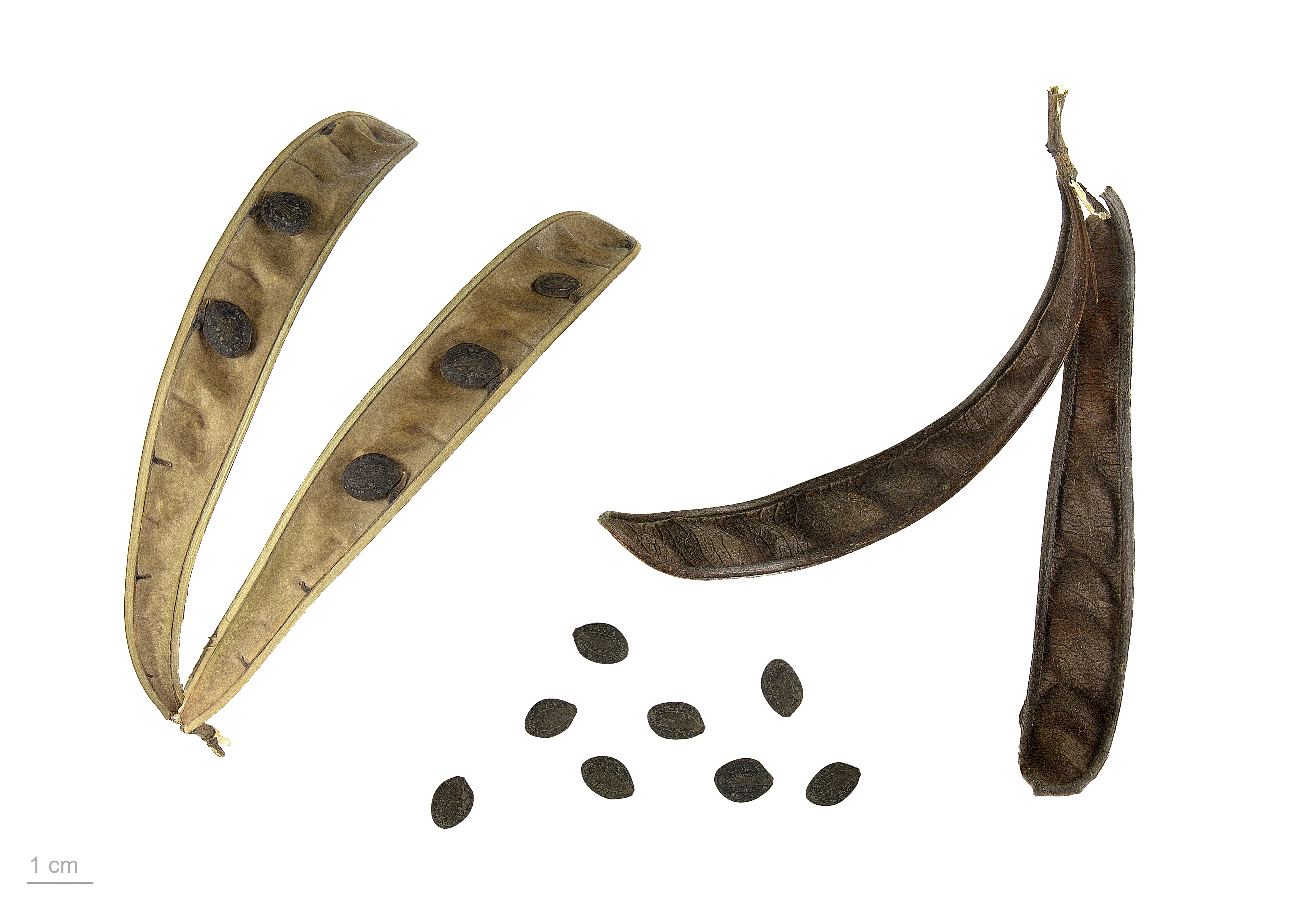
Calliandra calothyrsus - MHNT